# Journal of Labor Economics
Journal of Labor Economics (JOLE) — специализированный экономический журнал (США); выходит с 1983 г. Издание является официальным органом Общества трудовой экономики и занимает 12 место среди крупнейших международных экономических журналов.
В журнале публикуются работы теоретического и прикладного характера, посвященные таким проблемам как спрос и предложение трудовых услуг, распределение доходов, коллективный договор, демография и рынки труда.
В редакционный совет журнала входят нобелевские лауреаты Г. Беккер и Дж. Хекмэн.
Периодичность выхода — 4 номера в год.